# Cité du Multimédia
La Cité du Multimédia est un quartier créé en 1998 au sud du centre-ville de Montréal (arrondissement Ville-Marie). Son nom est lié au type d'entreprises qu'il accueille.
Elle est située dans le quartier montréalais que l'on appelait autrefois Faubourg des Récollets.

## Situation
La Cité du Multimédia est délimitée par la rue de la Commune, le boulevard Robert-Bourassa, la rue McGill et la rue Saint-Jacques.

## Histoire
Après les années 1950, le Faubourg des Récollets connut une période sombre. Ayant perdu ses activités industrielles depuis plusieurs années, de nombreux édifices de la période industrielle étaient abandonnés, le tout s'accentuant, dans les années 1970, avec la fermeture du Canal de Lachine et la construction de l’autoroute Bonaventure.
Toutefois, malgré son caractère fortement déstructuré et dégradé, ce quartier conservait plusieurs atouts au début des années 1980 (entre autres des prix fonciers faibles, son caractère patrimonial et historique et sa situation géographique exceptionnelle à proximité du centre-ville). Au milieu des années 1980, la Ville de Montréal, par le biais d’une société
para-municipale (la SIMPA - Société immobilière du patrimoine architectural de Montréal), y acheta plusieurs immeubles et terrains dans le but d’y aménager un nouveau quartier que l'on appela le Quartier des Écluses. Un peu à l’image de celui de Canary Wharf à Londres, ce projet immobilier d’envergure devait faire renaître l’ancienne zone industrielle. L’effondrement du marché immobilier montréalais au début des années 1990 torpilla le projet.
En 1996, afin de trouver une nouvelle vocation au quartier, des consultations eurent lieu et une idée maîtresse se dégagea : celle de miser sur les nouvelles technologies. Sous l'initiative de Sylvain Vaugeois, président du cabinet d'experts-conseils Groupe Vaugeois, il fut proposé que le gouvernement du Québec rembourse une partie substantielle des salaires annuels - 25 000 dollars - pendant cinq ans.
En 1997 le gouvernement du Québec décida d’intervenir pour favoriser le développement des entreprises dans ce secteur en offrant des subventions à la création d’emplois. Devant l’intérêt que suscitait ce programme d’aide, le gouvernement du Québec décida de le bonifier en créant la Cité du Multimédia.
Annoncé en juin 1998, la Cité du Multimédia fut un projet immobilier qui a été fortement aidé par un programme de subvention à l'emploi favorisant les entreprises qui choisissaient de s'établir dans le quartier comme lieu de leurs opérations.
Le principe de base d'aider une industrie naissante s'est toutefois peu à peu dénaturé alors qu'on misait plus sur la construction d'immeubles que sur l'emploi et que même le déplacement d'emplois était subventionné. Devant la montée des critiques, le gouvernement libéral élu en avril 2003 abolit les subventions dans son premier budget et les immeubles composant la Cité furent vendus à un investisseur privé en novembre 2004.
L'ensemble de la démarche est cependant considéré comme un succès relatif et on retrouve aujourd'hui environ 6 000 employés dans la Cité du Multimédia de Montréal. D'importants acteurs de l'industrie (Ubisoft, Softimage) ont cependant refusé de s'y installer, alléguant les coûts de loyer trop élevés.